# Хипербарична медицина
Хипербарична медицина је специфична медицинска дисциплина која проучава и у пракси примењује повољне терапијске ефекте кисеоника под повишеним притиском и атмосфере повишеног притиска уопште.
Хипербарична медицина се заснива на природном леку: чистом (100%) медицинском кисеонику који се примењује под увећаним или хипербаричним притиском, (већем од атмосферског који на површини мора износи 1 бар) у тзв. хипербаричним коморама.
Ова релативно млада грана медицине настала је након издвајања из подводне или поморске медицине. И поред основне улоге у збрињавању ронилаца и кесонских радника њена метода хипербаричне оксигенотерапије, све више заузимала је значајно место у скоро свим гранама медицине. Тако је примена хипербаричне оксигенације, било као главне или додатне терапија, постала неопходна у медицинским и другим случајевима где је било из којих разлога дошло до дефицита у транспорту кисеоника у организму.
Желећи да укаже на изузетан значај примене хипербаричне медицине у свакодневној пракси, на првом међународном конгресу из области клиничке примене ХБО одржаном у Амстердаму септембра 1963. Године, др Ј. Х. Јакобсон из болнице Маунт Синај, своје излагање започео је речима: Примена кисеоника под повишеним притиском вишим од атмосферског притиска представља напредак који се по значају може поредити са открићем трансфузије крви и антибиотика.'

## Развој хипербаричне медицине у свету
Први пут у историји медицине са применом гаса под притиском у лечењу медицинских поремећаја, започео је британски свештеник Хансху (енгл. Nathaniel Henshaw 1628-1673) који је, иако без научних и медицинских знања, 1662. године конструисао, претечу данашње барокоморе „домицилиум“. Неку врсту „собе“, са вентилима за контролу протока ваздуха, која је коришћена за стварање хипербаричних и хипобаричних услова. Како је у том периоду, ваздух у затвореној коморни под притиском називан „домицилијум“ (фр. domicilium), по њему је прва барокомора добила име. Без јасних доказа, Хенсху је изнео претпоставке да се акутни поремећаји и хроничне болести свих врста, а највише поремећаји дисања и варења, у организму човека могу отклонити променама у атмосфери, тј. смањењем или повећањем притиска гаса. Поједностављени принцип употребе Хансху је засновао на претпоставци да акутна стања позитивно реагују на повишеном, а хронична на смањеном атмосферском притиску.
Промене у домицилиуму биле су осмишљене да симулирају утицаја климатских промена, као нека врста путовања ка већим висинама (планинама) или нижим надморским висинама (морској обали)... Његов домицилиум није био ништа друго него затворен простор повезан преко вентила са мехом. Манипулацијом вентилима и функцијама меха, атмосфера у „соби“ се могла компримовати (сабити).
Француски научник Антоан Лавоазје (1743—1794), открио је у 18. веку да се гасови приликом дисања размењују у плућима. И да се удахнути кисеоник у њима замењује са угљен-диоксидом, док се азот избацује из плућа у непромењеном облику.
После проналаска кисеоника први пут је постављена сумња да је могуће и његово штетно дејство на организам човека. Ту сумњу потврдио је Џозеф Пристли 1772. који је по откривању токсичних особина кисеоника, започео са експериментима на животињама а касније и на људима у барокоморама.
Beddos и Watt 1799. описали су промене на плућима мачића које су експериментално излагани, ваздуху са 80% кисеоника.
Све до 1830, влада затишје у овој области медицине, да би се следећих година десиле велике промене у развоју хипербаричне медицине. Године 1837, Праваз је саградио велику хипербаричну комору и користио је за лечење разних болести. Комора је најчешће примењивана за лечење плућних болести, укључујући туберкулозу, ларингитис, трахеитис и велики кашаљ, као и наизглед неповезаних болести као што су глувоћа, колера, рахитис и запаљење вежњаче.
Године 1845, Тригер је први описао симптоме, који су се јављали у рудара, за које је касније утврђено да су изазвани декомпресионим поремећајима. Ваздух под притиском, чија „снага“ се користила да спречи продор воде у кесон, имала је последице по здравље рудара. Они су се по изласку из кесона жалили на болове и грчеве у мишићима. Током 1854, Пол М. и Вателе М. први су објавили да је хитна декомпресија у барокомори неопходна да се спречи појава ових симптома, и предложили примену рекомпресије за њихово уклањање.
Прва хипербарична комора на северноамеричком континенту изграђена је 1860. у Осхау, Онтарио у Канади. Прву барокомору у Сједињеним Државама саградио је Корнинг годину дана касније у Њујорку са намером да лечи „неуролошке и сродне поремећаје“.
Након што су САД започеле развој метода хипербаричне медицине, хипербаричне коморе постају доступне за лечење и у готово свим већим европским градовима. Француски хирург Фонтен (фр. Fontaine) пројектовао је покретну барокомору, чији се рад заснивао на повећању притиска ваздуха у комори специјалним мехом. Тим поступком Фонтен је повећавао количину раствореног кисеоника у крви болесника за време давања азот-оксидула као анестетика. Овом методом спречавао је пад нивоа кисеоника у крви, што се често догађало, током хируршких захвата у дубокој анестезији.
У овој комори обављено је седам операција у року од 3 месеца. Успех је био велики и ова метода лечења се све више примењивала, али нажалост Фонтен је доживео несрећу у барокомори која за последицу имала његовом смрт. Тако је Фонтен постао први лекар који је дао свој живот за развој хипербаричне медицине.

Вилијамс, у британском Медицинском часопису још далеке 1885, објавио је коментар, који је и данас актуелан и наводи се у многим публикацијама да укаже на неравномеран развој ове гране медицини и у 21 веку.
... коришћење атмосферског ваздуха у различитим степенима атмосферског притиска, у лечењу болести, један је од најважнијих достигнућа у савременој медицини и када узмемо у обзир једноставност агенса, егзактне методе којима се може применити и прецизност са којом се може регулисати на захтеве сваког појединца, ми смо запањени да се у Енглеској, овај метод лечења тако мало користи.
Канингем је 1900. приметио различитост промена у здравственом стању болесника који болују од исте врсте срчаносудовних болести, у зависности од надморске висине на којој живе. Он је то повезао са променама у атмосфери и донео закључак да је узрок повишени атмосферски притисак ваздуха. На основу ових сазнања Канингем је конструисао ваљкасту комору величине 3х27 m и исту користио за лечење болести срца, хипертензије, реуматске грознице, шећерну болест и многих других болести.
Године 1928, у Кливленду, г-дин Тимкин, захвалан пацијент који је боловао од уремије и чије стање се побољшало после примене хипербаричне терапије, конструисао је за Канингема огромну 60 ft (18 m) високу, 64 ft (20 m) у пречнику, хипербаричну болницу која је имала изгледа челичне сфере. Сваки спрат ове болнице имао је 12 собе са свим садржајима доброг хотела. У овим условима лечени су болесници који су боловали од хипертензије, шећерне болести, сифилиса све до 1930, када је локално медицинско друштво затворило хипербаричну болницу због недостатка научних доказа за лечење у њој. Др Канингем је више пута тражио од Бироа за Истраживање Америчке медицинске асоцијације (АМА) да документује своје тврдње о ефикасности хипербаричне медицине али нажалост примена ове коморе се није дуго одржала јер медицински ауторитети тог времена нису имали разумевања за овај метод лечења.
Дрегер, који је у 1917. осмислио систем за лечење ронилачких несрећа, први је схватио потенцијалне предности коришћења кисеоника под притиском за лечење декомпресионе болести. Из неког непознатог разлога, Дрегеров систем никада није ушао у производњу.
За почетак савремене хипербаричне медицине узима се 1937. година, када су Бенке и Шеив почели да користе хипербаричну комору за лечење декомпресионе болести ронилаца.
Од 1955. Черчил и Давидсон користе хипербаричну оксигенацију и за лечење других болести и рана које су настале код оболелих од карцинома као последица радиоптерапије .
Берм је, у Холандији 1956. у хипербаричној комори извео прву операцију на срцу, а исте године у Европи почела је све учесталија примена хипербаричног кисеоника у медицинској пракси. У Амстердаму 1956, Берм је поднео извештај да примена хипербаричног кисеоник (ХБО) као помоћног средства, даје добре резултате у срчаноплућној хирургији, посебно ако се применин у лечењу конгениталних (урођених) аномалија, као што су тетралогија Фалот, транспозиција великих крвних судова или стеноза плућне артерије.
Колега Берма W. H. Brummelkamp, који је такође интересовао за хипербаричну медицину, открио је 1959. (и касније 1961. објавио), да хипербарична терапија инхибира анаеробне инфекције.
У међувремену Брем, кога често називају оцем савремене хипербаричне медицине, објавио је чланак под називом „Живот без крви“, у коме је навео да је код фатално анемичних свиња, које је третирао хипербаричним кисеоником постигао врло добре резултате опоравка.
У 1962, Смит и Шарп објавили су прве резултате о успешној примени хипербаричне терапије у лечењу тровања угљен-моноксидом. што је допринело „продору“ хипербаричне терапије у све већи број области савремене медицине тога доба.
У последњим деценијама 20. века многобројни „хипербаричари“ уочили су да терапија кисеоником даје врло добре резултате у лечењу рана, као и оштећења коже након акутних термичких опекотине, које у присуству кисеоника брже зарастају. Ове студије као и бројна друга искуства у примени ХБОТ, пратили су бројни конгреси, научни скупови и бројне демонстрације излечених пацијената, на којима је зачета идеја о оснивању међународних удружења за хипербаричну медицину.

## Развој хипербаричне медицине у бившој Југославији и Србији
На простору средњег Балкана прва ронилачка школа основане је 1927. у Тивту. Прва хипербарична комора у Краљевини Југославији инсталирана је 1933, али нажалост због бројних техничких потешкоћа до почетка рата није пуштена у рад.
На простору бивше СР Југославије након Другог светског рата у Институту за поморску медицину ратне морнарице ЈНА у Сплиту 1969. почиње са радом већа рекомпресиона комора, у којој др Страцимир Гошовић 1970. почиње редовну примену хипербаричног кисеоника у клиничке сврхе. На иницијативу др С Гошовића, 1976. у наставни програм ВМА уводи се и специјализација из поморске или подводне и хипербаричне медицине, а на иницијативу др Рудија Дебјађија специјализација из ваздухопловне медицине.
У Београду је 1974. године при КБЦ Земун основан први Хипербарични центар у Србији под руководством др Николе Деклеве, да би на његову иницијативу 1994. Београд добио при Институту за ортопедско-хируршке болести Бањица, први Центар за хипербаричну медицину (данас Специјална болница за хипербаричну медицину). Те године почиње и отварање већег броја приватних специјалистичких ординација за хипербаричну медицину углавном у Београду и на северу Србије.
Крајем 2008. године у Нишу је почела са радом прва специјалистичка ординација за хипербаричну медицину на југу Србије на 130 година организованог здравства у овом граду.
На Институту за медицинску физиологију Медицинског факултета Универзитета у Београду 2008. године инсталиране су експерименталне хипербаричне коморе за научна истраживања и наставну делатност у области хипербаричне медицине.
Септембра 2012. у Србији су организована три конгреса из области баромедицине, подводне медицине и роњења. ECHM-а европског комитета за хипербаричну медицину, EUBS-а Европског друштва за хипербаричну и подводну медицину, DAN-а ронилачке организације која се бави сигурности у роњењу.
До краја 2012. у Србији је основан већи број центара за хипербаричну медицину у Нишу, Врњачкој Бањи, Гамзиградској Бањи, Пожаревцу, Београду, Сремској Митровици, Новом Саду и Суботици.

## Хипербарична медицина могућности и дилеме
Од момента увођења у лекарску праксу, хипербарична медицина пролази кроз више фаза развоја, од масовног прихватања до повремене стагнације у развоју. Учесталија примена ХБО (хипербаричне оксигенотерапије) као основне методе хипербаричне медицине у лечењу све већег броја болести условила је развој ове гране медицине и њено издвајање из поморске медицине (која се углавном бави селекцијом, тренажом и лечењем ронилаца) и развија као посебна субспецијалистичка грана поморске медицине намењена лечењу болесника. Од 2000. Амерички одбор медицинских специјализација одобрио је увођење подводне и хипербаричне медицине као супспецијализације у оквиру ургентне и превентивне медицине.
| ...„И поред свега горе наведеног, прихватање хипербаричне оксигенотерапије није ишло тако глатко и она у медицинским круговима добија назив Пепељуга модерне медицине. Томе је допринело што се у медицинским школама хипербарична медицина помиње само информативно и увек у склопу подводне или ваздухопловне медицине. Други разлог је тај што је принцип лечења само наизглед једноставан и он се састоји од излагања болесника повишеном атмосферском притиску у посебним хипербарична комора уз удисање 100% кисеоника. За спровођење овог третмана потребна је наведена специјализована опрема која захтева одређену додатну апаратуру, али и специјализовано особље и начин одржавања. Са друге стране, кисеоник је као лек јефтин и лако доступан, па ниједна фармацеутска компанија није нашла интерес да финансијски подржи хипербаричне медицину“... |

Са појавом и коришћењем високих технологија, укључујући истраживања применом изотопа и њиховим праћењем магнетном резонанцом, као и применом праћења емисије појединачних фотона применом компјутеризоване томографије пре и након хипербаричне терапије добијени су драгоцене резултате и објашњења за многе механизме и позитивне учинке хипербаричног кисеоника у лечењу бројних поремећаја. А развој молекуларне медицине створио је нове просторе у терапији одређених болести где ХБОТ може имати своје место. Поједини поремећаји за која се раније сматрало да имају лошу прогнозу, као што су поремећаји изазвани повредом мозга, можданим ударом или друга оштећења нервног система, данас захваљујући примени ХБОТ, имају повољну прогнозу и могу бити кориговани.
У корак са новим медицинским сазнањима, уз правилан избор индикација, примену оптималних доза 100 процентног кисеоника као и дужине излагања, уз све софистицираније барокоморе, све већи напредак хипербаричне медицине је евидентан и може се закључити да доба ХБОТ тек долази.

## Принципи деловања хипербаричног кисеоника

### Нормооксија
Нормооксија је задовољавајућа количина кисеоника у ткивним течностима у нормобаричним условима, или у условима нормалног атмосферског притиска од 1 бар-а.
Кисеоник, је поред хране и воде, један од три најбитнија елемената у биохемијским и физиолошким процесима у ћелијама ткива (пре свега у процесима аеробног дисања). Овај састојак ваздуха даје нам снагу за радне и друге свакодневне активности, помаже болеснику да оздрави и штити нас од отрова у нашем окружењу. Кисеоник је гориво које мозгу омогућава да правилно функционише, а имунском систему да ојача своју одбрамбену способност.
Оксигенација ткива је процес који започиње у алвеолама плућа и плућним капиларима у којима се крв и плазма обогаћују кисеоником преузетима из удахнутог ваздуха. Дисање се састоји из спољашњег дисања, „процеса узимања“ кисеоника из ваздуха и враћања угљен-диоксида, (у спољну средину), као једног од производа унутрашњег или ћелијског дисања.
Ваздух који удишемо је мешавина гасова која се састоји од око 21% кисеоника, 78% азота, 1% угљен-диоксида и осталих гасова и водене паре. У самом процесу дисања мешавина гасова, у дисајним путевима је нешто другачија, и има следећи однос; око 16% кисеоника, 78% азота, 5% угљен-диоксида и 1% осталих гасова, док засићење воденом паром достиже вредности и до 100%.
Наша ткива и ћелије, снабдевају се кисеоником, из молекула хемоглобина, који се налази уграђен у еритроцитима (црвеним крвним ћелијама) крви.
Засићење (сатурација- ) артеријске крви кисеоником, пропорционална је способности везивања хемоглобина сваког човека понаособ. Бројни поремећаји засићења артеријске крви кисеоником могу довести до његовог недостатка на нивоу ткива и ћелија што се може испољити поремећајем познатим под називом хипоксија. Адекватна оксигенација ткива у нормобаричним условима (на нормалном атмосферски притисак), указује да је проценат испорученог кисеоника који се транспортује из плућа до периферних ткива задовољавајући што омогућава правилно обављање свих њихових метаболичких функција.
| Потрошња кисеоника: је количина кисеоника који се ослобађа из крви и плазме за потребе ткива. Ткива у нашем телу, у мировању, обично троше између 5-6 кисеоника по једном децилитру крви. Међутим, постоји физиолошки максимум који ограничава капацитет крви за транспорт кисеоника и износи: за 1 хемоглобина до 1,34 cm3 кисеоника уграђеног у његов молекул. Бројне болести или повреде настоје да компромитују транспорт кисеоника путем крви, или наруше способност везивања кисеоника за хемоглобин (као што је то случај код тровања угљен-моноксидом). |

Путем крвног система око 97,5% кисеоник до ткива допрема се везан за хемоглобина а само 2,5% кисеоника се преноси крвном плазмом. Зато је улога крвне плазме као носиоца кисеоника на нормалном (нормобаричном) атмосферском притиску сасвим мала и оксигенација ткива углавном зависи од капацитета хемоглобина за везивање кисеоника.

### Хипербарија, хипероксија и хипербарична оксигенација
- Хипербарија - повишење атмосферског притиска као начин повећања искоришћења кисеоника, без кисеоником обогаћеног извора. Хипербарија се заснива на концепту односа између притиска гаса и његовог растварања у течностима (крви, плазми, ткивним течностима).
- Хипероксија - повећање укупне количине кисеоника у организму.
- Хипероксигенација (грч. hyper + oxys), - употреба високе концентрације кисеоника у процесу дисања, која у организму резултује хипероксијом.
- Хипербарична оксигенација - или хипероксија у хипербарији или хипероксигенација у хипербарији, је повећање укупне количине кисеоника у ткивним течностима организма, применом чистог (100%) медицинског кисеоника (хипероксија) у условима увећаног притиска средине, (хипербарија), већем од атмосферског који на површини мора износи 1 бар), који се остварује у за то специјално конструисаним тзв. хипербаричним коморама.

Кључна улога у механизму деловања хипербаричне оксигенације у организму (на којој се заснива хипербарична медицина), припада повишеном притиску који представља главни ефективни принцип и модулатор у том процесу. Вредност притиска предодређује степен растворљивости гасова у крвној плазми, и заједно са другим факторима (температура, степен растворљивости, заступљеност неког гаса у гасној смеши итд), условљава параметре спољашње средине, а према томе и промене у унутрашњости организма, које представљају стартни моменат за развој наредних догађаја.
Излажући се деловању хипербаричног кисеоника, организам реагује стварањем одређених адаптибилних реакција, које се манифестују променама у његовим метаболичким процесима. Те реакције треба сматрати као инструмент помоћу којег се реализују бројни позитивни учинци кисеоника усмерени на стабилизацију хомеостазе. При томе се, под утицајем повишеног притиска, не мењају хемијске и биолошке особине кисеоника, већ се само мења карактер и интензитет биохемијских реакција унутар организма.
Хипербарична медицина своје основне принципе рада заснива пре свега на основним гасним законима физике као што су Шарлов, Бојлов и Хенријев закон. Ови закони су у физици познат као „идеални гасни закони“.
Анализирајући повезаност између гасова, течности, температуре и притиска, Хенри у свом закону даје физичке претпоставке хипербаричне оксигенације:
Количина било ког гаса, који ће се растворити у течности на датој температури, је директно пропорционална парцијалном притиску тог гаса.
На основу ове претпоставке ако је атмосферски притисак повећан, више кисеоника ће се растворити у телесним течностима него што се то догађа на нормалном (нормобаричном) притиску.
Удисањем ваздуха, на нормалном притиску, засићеност хемоглобина кисеоником износи 97%. У 100 ml крви има 19,5% вол/% кисеоника хемијски везаног и 0,32% вол/% раствореног у плазми. Уколико се удише 100% кисеоник на нормалном притиску у плазми се раствара 2,09 (вол%). Са повећањем атмосферског притиска, поред нормалног засићења хемоглобина, повећава се и концентрација кисеоника у плазми, лимфним и цереброспиналним течностима која достиже ниво до 6,20 вол% у 1 децилитру крвне плазме (овај процес се заснива на основним законима о растварању гасова у течности.).
| Притисак (бар) | 21%кисеоник (вол%) | 100%кисеоник (вол%) |
| 1              | 0,32               | 2,09                |
| 1,5            | 0,61               | 3,26                |
| 2              | 0,81               | 4,44                |
| 2,5            | 1,06               | 5,62                |
| 3              | 1,31               | 6,20                |

| Хипербарични кисеоник - Велики број болести у својој основи има хипоксију и хипоксемију (недостатак кисеоника) у својим органима, ткивима и ћелијама, узрокован различитим механизмима. Како је недостатак кисеоника погубан за сваку ћелију организма, хипербарични кисеоник се примењује као лек и има задатак да исправи ове поремећаје, што он чини кроз високе вредности кисеоника раствореног у крви при његовом удисању у концентрацији од 100% на притиску од 1,5 до 3 бар-а, (просечно 1,4 - 2,5 бар-а). - Другим речима, хипербарични кисеоник је нека врста „безбедног бај-паса“, који у болесном стању обично служи као главни чинилац у транспорту кисеоника – код великог броја болести - што чини суштину хипербаричне оксигенотерапије коју примењује хипербарична медицина. |

Као резултат хипероксигенације у крви и плазми настају следећи позитивни учинци у организму;
- Укупна оксигенација у хипербаричним условима једнака је највећем засићењу хемоглобина, до 100% и до 2000% увећаној концентрацији кисеоника у плазми и другим телесним течностима
- Плазма обогаћена кисеоником не само да побољшава, пренос кисеоника путем хемоглобина, већ обогаћена кисеоником до 6 ml/dl плазме, (на притиску од 3 бар-а), прелази метаболичке захтеве ћелија меких ткива и костију, без обзира на снабдевање ћелија кисеоником из хемоглобина[31]
- Растерећење транспортног система хемоглобина, што игра значајну улогу код дефекта хемоглобина.
- При томе кисеоник растворен у плазми допире и до најудаљенијих ћелија за разлику од еритроцита, (као главних носилаца кисеоника при нормалном дисању), који због своје величине и нееластичности немају ту способност. Ова неспособност еритроцита још више долази до изражаја код, тровања угљен-моноксидом, болешћу изазваног сужења лумена капилара, и отока ткива.

| Резултати ХБОТ                                                                            | Механизам дејства ХБОТ |
| Дифузно повећан ниво кисеоника у ћелијама на рачун физички раствореног кисеоника у плазми | Смањује запаљењску реакцију у ткивима уклањањем хипоксије, обима (и до 1/6 у односу на површину мора) и брзину растварања мехурића ваздуха у крви и ткивним течностима, што доводи до њиховог бржег одстрањења из организма. |
| Увећана одбрамбена способност организма                                                   | Повећава фагоцитну способност леукоцита, има директно бактериостатско и бактерицидно дејство највише изражено код анаероба (ометањем метаболизма на кисеоник осетљивих микроорганизама), |
| Побољшано дејство појединих лекова                                                        | Побољшава дејство одређених антибиотика, диуретика, антиаритмика и цитостатика |
| Повољан утицај на јачање имунитета                                                        | У присуству кисеоника појачава се имуни одговор ћелија |
| Снажан антиедематозни учинак у ткивима                                                    | Мањи оток ткива и побољшана циркулације крви; условљена је вазоконстрикцијом крвних судова, смањеном густином плазме, повећаном еластичношћу мембране еритроцита, мањим слепљивањем тромбоцита и леукоцита и убрзаним стварањем нове мреже капилара. |
| Повећан ниво антиоксидационе одбране организма                                            | Нормализује енергетске, метаболичке и функционалне процесе у ћелији и на тај начин успорава процесе старења ћелија, |
| Побољшано стање организма у току и после радиотерапије                                    | Повећава осетљивост ћелија неких тумора на јонизујуће зрачење и смањује нежељене ефекте зрачења; кроз брже зарастање радијацијом изазваних некротичних оштећења |
| Убрзано зарастање рана и костију                                                          | Активирањем хипоксијом нарушеног процеса биосинтезе и регенерације, омогућава зарастање хроничних рана,(кроз бољу продукцију колагена који представља основу (потку) за брзу регенерацију рана) и стимулацијом капиларне пролиферације у костима која изазива остеокластичну активност и уклања некротично и инфекцијом оштећено коштано ткиво. |
| Ометено стварање токсичних метаболита у организму                                         | Стимулише детоксикацију и деблокирање токсинима активираног хемоглобина, миоглобина и цитохромоксидазе што је значајно код тровања угљен-моноксидом и другим отровним гасовима и парама. |
| Убрзан опоравак нервног ткива                                                             | Побољшава проводљивост живаца (регенерацијом омотача) и смањује њихов спазам, а делује и антистресно. |
| Побољшана физичка кондиција и психичко стање организма                                    | Код спортиста делује на бржи опоравак након повреда и брже стицање психофизичке кондиције (уклањањем млечне киселине и других продуката метаболизма у мишићима у току интензивног рада), а код бизнисмене делује психостабилизацијом стресом нарушених процеса, и смањењем фактора ризика (хипоксија, висок ниво шећера и масноћа\|масноће у крви итд), у организму. Примењена, непосредно пре излагања већим напрезањима, повећава радну способност за око 20%, a издржљивост за 35%, више сати након терапије. |

## Врсте хипербаричних комора
Основна подела хипербаричних комора (барокомора), заснована је на броју особа које се могу подвргнути лечењу у њима, али и на читавом низу разлика између комора, заснованих на техничким принципима и на специфичностима везаним за режим рада и понашању болесника који се лече у њима.

### Једномесне хипербаричне коморе
Ове барокоморе намењене су лечењу једне особе у лежећем, полулежећем или седећем положају. Састоје се од тела коморе у којој се болесник излаже ХБО и пратеће опреме (кисеоничке инсталације, командног пулта, мониторинга за праћење виталних параметара болесника и физичких параметара средине у комори и баросали). Унутрашњу средину коморе чини 100% кисеоник под повишеним притиском, који удише болесник, и истовремено се „купа“ у њему. У току лечења у овим коморама лекар је изван коморе а са болесником контактира визуелно преко стаклених површина и интерфона. За разлику од вишемесних барокомора овде је лекар посвећен и води бригу само о једном болеснику а притисак кисеоника и други параметри (режими рада коморе) подешавају се само њему. У овим коморама лечење се обавља на максималном (апсолутном) притиску средине до 3 бар-а.

### Вишемесне хипербаричне коморе
Ове барокоморе намењене су за лечење две или више особа у лежећем, полулежећем или седећем положају. Састоје се из једног, два или три одељка који служе за улазак особља, хитне интервенције и достављање лекова и другог материјала у току терапије. Овим коморама (због њихове пространости) могу се изводити и хируршки захвати у условима хипербаричне оксигенације. Унутрашњу средину ових комора испуњава ваздух под притиском, док пацијент преко кисеоничке маске за лице, ороназалног тубуса или специјалног скафандера удише 100% кисеоник на повишеном притиску. У току лечења у овим коморама уз болесника је обавезно присутан лекар или медицински техничар (у својству пратиоца). У овим коморама се лечење може обављати на апсолутном притиску унутрашње средине до 6 бар-а, и зато су погодније за лечење декомпресионе болести код ронилаца.

### Хибридне хипербаричне коморе
Ове коморе су најчешће једномесне и у њима болесници дишу кисеоник преко кисеоничке маске а средину чини ваздух под притиском. Или се ради о коморама које су истовремено и хипербаричне и хипобаричне, у којима се лечење болесника може обављати на повишеном или сниженом притиску унутрашње средине у комори.

## Спектар болести за ХБО
Удружење САД за, поморску и хипербаричну медицину, познато и као УХМС (Undersea and Hyperbaric Medical Society ), прописало је код којих се дијагноза може лечење допунити применом ХБОТ у болницама.
Следеће индикације одобрене су за употребу хипербаричне оскигенотерапије, на основу одлуке Одбора за кисеоник, УХМС.

## Процес лечења хипербаричном оксигенацијом
Процес лечења хипербаричном оксигенацијом, спроводи се у барокоморама, и пролази кроз више фаза које морају обезбедити максималну сигурност и висок квалитет лечења.

### Лекарски преглед болесника
Пре пријема болесника за лечење хипербаричном оксигенацијом, лекар мора да има увид у комплетну медицинску документацију болесника, и од њега узима исцрпну анамнезу, како би открио евентуална ограничења за хипербаричну оксигенацију. Лекарски преглед пре лечења, обухвата следеће процедуре, којима се констатује да ли је третман у барокомори могућ;
- специјалистички лекарски преглед лекара хипербаричне медицине,
- консултативни преглед једног или више специјалиста других грана медицине,
- рутинске дијагностичке процедуре које обухватају;

- радиографију срца и плућа са спирометријом,
- радиографију параназалних шупљина,
- доплер крвних судова (зависно од локације промена)
- ехо срца, електрокардиограм а према потреби и Холтер ЕКГ,
- основне и биохемијске лабораторијске анализе.

Боравак пацијената у барокомори подразумева и вођење одређене медицинске документације која садржи;
- Изјава пацијента да је упознат са хипербаричном оксигенацијом и да је прихвата као вид лечења;
- Евиденција задатих параметара;
  - време трајања хипербаричне оксигенације, брзина комп/дек, задати притисак,
  - врста мониторинга
  - начин припреме болесника,
  - вредност остварених параметара у току боравка болесника у барокомори,
  - ванредни догађаји и отказ опреме
  - име и презиме лекара и мед. техничара који је пацијента пратио у току лечења,
- Историја болести

### Припрема болесник за лечење у барокомори
Болесник који се подвргава хипербаричној оксигенацији мора да буде спреман на потпуну сарадњу са медицинским особљем, стрпљив и дисциплинован у спровођењу следећих санитарно-техничких и безбедносних процедура;
- Да се темељно окупа и са себе скине све трагове масноће, лак са косе и ноктију, локалне дерматике (лекове који му је лекар прописао за наношење на површину коже), дезодорансе и друга козметичка средства,
- Да са себе скине слушна, зубна, очна (сочива и наочаре) и друга протетска помагала, и разне металне, пластичне и керамичке украсне предмете и сл.
- Сва места третирана локалним дерматицима и козметичким препаратима темељно се пре купања третирају алкохолом или сличним препаратима а отворене ране и друге кожне промене медицински се третирају од стране мед. особља и прекривају газом навлаженом физиолошким раствором.
- Пацијент лечењу приступа потпуно наг, а пре уласка у барокомору на себе облачи специјални мантил и платнене каљаче, а на главу ставља специјалну капу (све од 100%) памука.
- Коса мора бити навлажена како не би дошло до електризирања. По уласку у баросалу болесник се хвата за специјалну шипку (уземљење) и са себе празни сав статички електрицитет.
- Исхрана на дан хипербаричне оксигенације мора бити лагана без целулозе, газираних напитака и алкохола. Последњи оброк пре хипербаричне оксигенације пацијент конзумира најкасније 1,5 час, пре уласка у барокомору, јер у случају лечења на таште може доћи до појаве хипогликемије.
- Два сата пре и два сата после хипербаричне оксигенације, пацијенту се препоручује да не пуши, како се не би смањио учинак лечења, а лекове који су му прописани узима по устаљеној шеми пре уласка у барокомору.
- Обавезно пре хипербаричне оксигенације треба обавити физиолошке потребе, како се лечење, која траје најмање 60 min. не би прекидало.
- По завршеној хипербаричној оксигенацији болесник је дужан да остане под контролом лекара најмање 20 минута.

- Приказ лекарског прегледа, припреме и тока лечење пацијента у једномесној барокомори
- Преглед пре ХБОТ
- Обрада ране пре ХБОТ
- Пражњење статичког електрицитета
- Пацијент пре почетка ХБОТ
- Приказ лечења ХБОТ
- Преглед по завршеној ХБОТ

### Процес управљања и припрема система за рад
Рад у хипербаричном центру мора започети следећим припремним радњама;
- Дневна контрола исправности опреме и система
- Запуштање система
- Специфична припрема опреме и процедура које зависе од стања болесника
- Комплетна евиденција опреме и система
- Стање исправности противпожарне заштите и система комуникације (персонала међусобно и персонала са болесником)

### Процес лечења у барокомори
Проветравање Траје од 1-3 min и има за циљ да се из барокоморе истисне ваздух и постигне концентрације кисеоника унутар коморе од 85-95%, и наставља се фазом компресије у току које се постиже 100% концентрације кисеоника.
Компресија
Има за циљ да са лаганим прирастом притиска (који у просеку износи од 0,1. кгц/cm² до 1. кгц/cm²), достигне жељени ниво притиска одређен за лечење. У току ове фазе која траје у просеку 10-15 мин. (зависно од брзине прираста притиска), расте температура и влажност ваздуха унутар барокоморе.
Изопресија (лечење ХБО)
Траје у просеку 40 до 90. min, на апсолутном притиску у просеку од 1,5 до 2,5 бара зависно од природе болести и сврхе лечења. Према потреби у овој фази лечења врши се корекција температуре и влажности унутар коморе и у баросали посебним поступком проветравања у циљу стварања оптималних услова за лечење болесника.
Декомпресија
- Редовна декомпресија: започиње по истеку времена изопресије и траје све до изједначавања притиска у комори са атмосферским притиском. Ова фаза траје колико и фаза компресије (10 до 15 min).
- Ванредна декомпресија: примењује се само у ванредним ситуацијама (погоршање здравља болесника, квар на опреми, пожар), јер представља велики ризик за настанак баротрауме у организму болесника. Овим режимом остварује се брзо смањивање притиска у комори и његово довођење на ниво атмосферског притиска. Ова фаза у просеку траје од 30 до 150 секунди.

## Могуће компликације у току ХБОТ
Компликације у току ХБОТ су изузетно ретке, ако се пре лечења спроведе прописани дијагностички поступак, а у току примене све процедуре мониторинга. Према истраживањима Америчког удружења за хипербаричну медицину на око 10.000 случаја може доћи до једне компликације, што је изузетно ретко.
- Баротраума средњег ува[76]
- Бол у зубима и/или чељустима
- Баротраума плућа (пнеумоторакс)
- Декомпресиона болест.
- Бол у синусима
- Кратковидост и катаракта
- Кисеоничка епилепсија (тровање кисеоником)[77]
- Страх од затвореног простора (клаустрофобија) све до панике
- Кисеоничко уво

## Нежељени догађаји
Иако се хипербарична терапија генерално сматра безбедном терапијом за лечење многих болести и повреда, описан је и већи број компликација као што су опасност од пожара, баротраума, тровање кисеоником.  Број опасности у хипербаричној јединици је везан за оперативни систем који се користи (цеви, коморе, компресори и складиште гаса).
Истраживањасу  показала да иако се третман често сматра безбедним, неправилна употреба и нередовно одржавања хипербаричне опреме носи ризик за оперативно особље и пацијенте. Правилан дизајн, одржавање и правилна инсталација су златни стандард. Сервисни инжењер треба да буде правилно обучен за управљање подразумеваним подешавањима у систему.
Пожар
Пожари су један од изузетно опасни нежељених догађаја унутар хипербаричне коморе.  Како у затвореној комори лако може доћи до пожара, безбедносне смернице морају применити на свим нивоима.
Током третмана, хипербарична комора је окружење са високим садржајем кисеоника. Поред тога, увек је присутно гориво у облику тканине, папира, итд. Дакле, потенцијал да дође до пожара је увек присутан током третмана. Због затворене природе коморе, немогуће је брзо отворити врата када је комора под притиском, тако да брза евакуација није увек могућа.
Прегледни чланак објављен 1997. године евидентирао је 77 људских жртава у 35 различитих пожара у хипербаричној комори који су се догодили од 1923. до 1996. године. У том смислу заштита од пожара је од највеће важности у коришћењу овог начина терапије.  Треба напоменутиу да код вишемесних комора због примене ваздуха под притиском и киеоничких маски и са техничарем унутар коморе, није било никаквих нежељених инцидената ни на једној сесији.
У циљу превенције нежељених догађаја обавезна је примена одговарајућег одржавања опреме и правилна примен противпођаених процедура током коришћење кисеоника и опреме под притиском.  Такође пацијенти и помоћно особље су обавезни да носе одећу од 100% памука јер минимизирају могућност статичке варнице и подложни су ослобађању токсичних испарења или топљењу на кожи ако су изложени ватри.
Баротраума
Компресија и декомпресија су нежељени догађаји која треба имати на уму, а која могу смањити ефикасност пацијента и особља укљученог у употребу овог система високог притиска. Баротраума је повреда шупљих органа и ткива, узрокована разликом притиска између гасом испуњене  простора у телу и ваздушног или воденог простора око тела (у барокомори), у току успона или силаска у том простору.
Правилном употребом Валсалвиног маневра пре сваке сесије и употребом деконгестива (за нос) пре сваке сесије, ризик од баротрауме је минималан.
Тровање кисеоником
Као резултат дисања, повишене концентрације кисеоника у организму живих бића настаје хипероксија, вишак кисеоника у ткивима. Иако је терапија кисеоником корисна у многим поремећајима-болестима, његова неконтролисана употреба може довести до тровања, у условима хипероксије, који обично укључују; промене на централном нервном систему (ЦНС), плућима и очима. Зато је за безбедну примену кисеоника потребно; одговарајуће знање о могућим штетним утицајима, његова јасно дефинисана (правилно дозирана) употреба и стални мониторинг (праћење) виталних параметара пацијената, у циљу правовременог препознавања почетних манифестација тровања.